# ダイソーコミック
ダイソーコミックシリーズは、大創出版から刊行されていた日本の漫画レーベル。
100円ショップダイソーで1冊100円（税別)で販売されていた。B6判。
一冊の総ページ数の制限から元々刊行されていた内容から削除されたページがあり、全話が刊行されていないものも多い。
例えば、「ぼくの動物園日記」（飯森広一）は元々の集英社ジャンプ・コミックスでは全10巻の作品だが、本レーベルで刊行されたのは1、2巻のみ。
「氷壁の達人」（神田たけ志）は元々全3巻だが、本レーベルで刊行されたのは1、2巻のみでその中でも削除されたページが複数ある。

## 一覧
- 『獣神ライガー』1 - 2 （永井豪）
- 『シミュレーション・トライ』（いがらしゆみこ）
- 『愛ちゃんの愛』（いがらしゆみこ）
- 『花達の囁き』（いがらしゆみこ）
- 『幸福になりたい』（たなか亜希夫）
- 『まいっちんぐマチコ先生』1 - 2 （えびはら武司）
- 『こっとん鉄丸』1 - 2 （おおきてつお）
- 『まんが家の育児日記 赤ちゃんだ～い好き』1 - 2 （広瀬歩）
- 『ごはんですよ』1 - 2 （かわばたまき）
- 『ビバ!柔道愚連隊』1 - 2 （ニッシー西）
- 『ぼくらの甲子園』1 - 2（おおつぼマキ）
- 『チャレンジ君』1 - 2 （荘司としお）
- 『巨人獣』1 - 2 （石川球太）
- 『ハイスクールAGENT』（谷村ひとし）
- 『ぼくの動物園日記』1 - 2 （飯森広一）
- 『空のはるか 虹のかなた』（夏目けいし）
- 『氷壁の達人』1 - 2　（神田たけ志）
- 『ブルートレイン』（高橋はるまさ）
- 『クライマックス』（土山しげる）
- 『惨劇館』（御茶漬海苔）
- 『ぼくンち花丸写真館』（夏目けいし）
- 『Dｒ.さくらの動物カルテ』1 - 3（高村加南）
- 『化粧師』1 - 4（石ノ森章太郎）
- 『まちこの千夜一夜』1 - 5（里中満智子）
- 『スマッシュをきめろ!』1 - 4　（志賀公江）
- 『つらいぜ!ボクちゃん』1 - 6 （高橋亮子）
- 『FEEL SO BAD』（森園みるく）
- 『草笛シリーズ・オサムとタエ』（村野守美）
- 『天才調香師 宝条ミカ』1 - 4　（三浦みつる）
- 『探偵屋・純子』1 - 4（伊万里すみ子）